# Hydnochaete peroxydata
Hydnochaete peroxydata är en svampart som först beskrevs av Berk. ex Cooke, och fick sitt nu gällande namn av Dennis 1970. Hydnochaete peroxydata ingår i släktet Hydnochaete och familjen Hymenochaetaceae.   Inga underarter finns listade i Catalogue of Life.